# Маскировочный костюм
Маскировочный костюм или Маскировочный халат (сокр. масккостюм или маскхалат) — один из вариантов специальной табельной маскировочной (камуфляжной) одежды (костюм, халат и так далее).
Собственно, маскхалат отличается от военной формы в первую очередь тем, что может быть надет поверх одежды (в том числе и поверх военной формы). Как правило, ткань таких костюмов более тонкая, чем ткань уставной формы, но не всегда она менее прочная. Существуют варианты маскхалатов, называемые «пончо» (накидками) — этот термин взят из языка древних мексиканцев, употреблявших подобные накидки при передвижении в пампе. Впрочем, в то время они не применялись, как правило, в целях маскировки. Пончо обычно не имеет карманов и представляет собой одно целое (для маскировки верхней части туловища, но иногда и всего туловища). 
Маскхалаты используются как в военном деле, так и на охоте, при наблюдении за животными на природе и так далее.
Применяются как просто камуфлированные маскхалаты, так и маскхалаты с нашитыми маскировочными элементами в виде заплаток, кусков материи, нитей и т.д. 

## История
Первое известное применение маскировочного костюма военными относится ко времени Второй англо-бурской войны (1899—1902), когда разведчики территориального подразделения Британской Армии «Скауты Ловата», состоявшего из членов шотландского клана Фрейзер, начали носить такие костюмы во время разведывательных действий. В шотландской мифологии Гилли Ду (Ghille Dhu) — лесные существа, одетые в одежду из палой листвы и мха. Отсюда и англоязычное название костюма с нашитыми маскировочными элементами — «гилли-сьют» (англ. Ghillie suit,  дословно — «костюм Гилли»).
В австралийской армии маскировочный костюм снайпера называют «Йовис», названный по имени мифического человекоподобного существа Йови, подобного Йети и Бигфуту.
Производимые в России костюмы, подобные Ghillie suit, называют «Кикимора» и «Леший».

## Применение
Используются военными, когда важно оставаться незамеченными, в современных войнах костюмы должны в идеале должны защищать также от приборов ночного видения и тепловизоров. Маскхалаты применяют прежде всего снайперы, разведчики, корректировщики огня.
Маскхалат с нашитыми маскировочными элементами чаще всего используется снайперами. При этом они индивидуально, под конкретную местность, время года или даже определённую задачу, подбирают дополнительные элементы маскировки (листва, трава, веточки), которые помещают на костюм. Он должен двигаться на ветру, как и трава, ветки и т.п. Часто количество естественных маскировочных материалов превышает половину всего камуфляжного слоя. Вместе с маскхалатом снайперы используют камуфляжные приспособления, позволяющие скрыть свое оружие и предметы снаряжения, а также камуфляжные перчатки.
Используются маскировочные костюмы и людьми гражданских профессий: орнитологами, зоологами, видео- и телеоператорами, фотографами. Маскировочные костюмы применяют и охотники.
Лёгкие маскхалаты, состоящие из куртки и брюк, зачастую применяются в качестве спецодежды в строительстве или при погрузочно-разгрузочных работах, служат для походов в лес за грибами и ягодами в жаркую погоду (последнее не совсем разумно, так как заблудившихся грибников и ягодников в яркой одежде увидеть спасателям с воздуха легче, чем одетых в одежду цвета «хаки»). 
Такие костюмы нередко надевают сталкеры и диггеры, участники разнообразных военно-патриотических игр и сборов. Также маскхалаты востребованы в военно-спортивных играх (страйкбол, эйрсофт, пейнтбол), где используются как по прямому назначению (для маскировки), так и для антуража.
В настоящее время маскировочные костюмы и халаты широко выпускают на промышленной основе. Но лучшими из них считаются ручного изготовления, так как требуют подгонки под конкретный участок местности, с его цветовым фоном, с наиболее часто встречающимися видами растительности и типичными предметами в данном районе (камни, пни, обломки сооружений и построек).